# Biferno
Der Biferno ist ein Fluss in der mittelitalienischen Region Molise in der Provinz Campobasso. Der Biferno ist 84 km lang, entspringt in Bojano und mündet, nachdem er den künstlich angelegten See Lago di Guardialfiera durchflossen hat, in die Adria. Benannt nach dem Fluss ist das Weinbaugebiet Biferno.

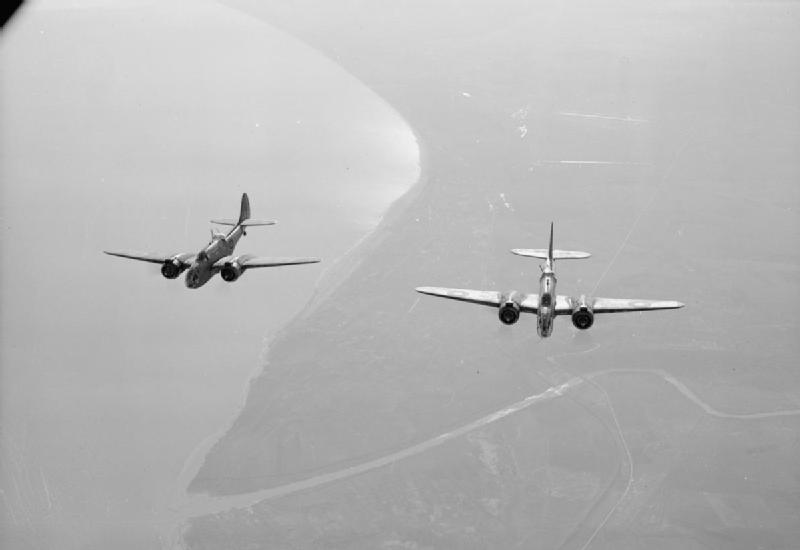
Mündung des Biferno